# Ana Lucía Reis
Ana Lucía Reis Melena (Porvenir, Bolivia; 17 de julio de 1970) es una administradora de empresas y política boliviana, es alcaldesa electa de Cobija y propietaria de un hotel orientado a la ecología.
Vivió cinco años en Nuevo México, en Estados Unidos, donde estudió Administración de Empresas.
Fue diputada uninominal por el Movimiento Nacionalista Revolucionario por la Circunscripción 67 de Pando entre 2002 y 2005. Fue reelecta como plurinominal en 2005 por el Movimiento al Socialismo. Por el mismo frente ganó la elección para alcalde de 2010 en Cobija, obteniendo el 53,7 % de los votos, siendo la primera mujer en hacerlo. Postuló en 2021 por el mismo cargo, ahora por el Movimiento Tercer Sistema, ganando con el 44,59% de los votos.
En su gestión el municipio de Cobija se hizo uno de los territorios beneficiarios del Programa GENÉRALO, promovido y dirigido por la Unión Iberoamericana de Municipalistas, con el patrocinio de la Agencia Española de Cooperación Internacional. El Programa tiene el objetivo de elaborar Planes Estratégicos Locales sensibles a la igualdad de género. Posee denuncias en su contra acerca de su primer mandato como alcaldesa.

## Presidenta de la AMB
El  26 de enero de 2024, en un cónclave realizado en la ciudad de Cochabamba, la Asociación de Municipalidades de Bolivia (AMB) eligió un nuevo Comité Ejecutivo para la gestión 2024-2026, encomendando la Presidencia a la Alcaldesa de Cobija.
La AMB agrupa a las nueve ciudades capitales de Bolivia, más el municipio de El Alto. Forma parte de la Federación de Asociaciones Municipales (FAM), que aglutina a los 340 municipios urbanos, rurales e indígenas del Estado Plurinacional. La AMB representa a un 70% del total de la población nacional.

## Copresidenta de CGLU
En asamblea del Buró Ejecutivo de la organización mundial de Ciudades y Gobiernos Locales Unidos (CGLU), celebrada del 17 al 19 de abril de 2024 en San José de Costa Rica, la Ana Lucía Reis fue elegida Copresidenta de dicha entidad internacional. acompañando a Uğur İbrahim Altay, Presidente de CGLU.
CGLU es una red global de ciudades y gobiernos locales, regionales y metropolitanos y sus asociaciones, que está comprometida a representar, defender y amplificar las voces de los gobiernos locales y regionales a nivel mundial. Las ciudades (alcaldías) y asociaciones municipales miembros de CGLU están presentes en más de 120 Estados miembros de las Naciones Unidas, en siete regiones del mundo.